# 스리랑카의 로마 가톨릭 교구 목록
스리랑카의 로마 가톨릭 교구는 1개 관구에 1개 관구장좌 대교구와 11개 교구로 구성된다

## 교구

### 콜롬보 관구( Colombo )
- 콜롬보 관구장좌 대교구(Archdiocese of Colombo)
- 아누라다푸라 교구(Diocese of Anuradhapura)
- 바둘라 교구( Diocese of Badulla)
- 바티칼로아 교구( Diocese of Batticaloa)
- 칠리우 교구( Diocese of Chilaw)
- 갈 교구( Diocese of Galle)
- 자푸나 교구( Diocese of Jaffna)
- 캔디 교구( Diocese of Kandy)
- 쿠루나갈라 교구( Diocese of Kurunegala)
- 만나르 교구( Diocese of Mannar)
- 라트나푸라 교구( Diocese of Ratnapura)
- 트링코말리-바티칼로아 교구( Diocese of Trincomalee-Batticaloa)